# Brooklyn Bridge – City Hall / Chambers Street (métro de New York)
Brooklyn Bridge – City Hall / Chambers Street est une station souterraine du métro de New York située dans le Civic Center au sud de Manhattan. Elle est située sur deux lignes (au sens de tronçons du réseau), l'IRT Lexington Avenue Line (métros verts) et la BMT Nassau Street Line (métros marron) issues respectivement des réseaux des anciennes Interborough Rapid Transit Company (IRT) et Brooklyn-Manhattan Transit Corporation (BMT). Sur la base de la fréquentation, la station qui dessert entre autres l'hôtel de ville de New-York (en anglais : New York City Hall) et le pont de Brooklyn (en anglais : Brooklyn Bridge) figurait au 29e rang sur 421 en 2012.
Au total, six services y circulent :
- les métros 4, 6 et J y transitent 24/7 ;
- les métros 5 s'y arrêtent tout le temps sauf la nuit (late nights) ;
- la desserte <6> fonctionne en semaine durant les heures de pointe dans la direction la plus encombrée ;
- la desserte Z y fonctionne skip-stop en semaine durant les heures de pointe dans la direction la plus encombrée.